# ماكس أوليفييه-لاكامب
ماكس أوليفييه لاكامب ولد في 2 مارس 1914 في لو هافر وتوفى في 17 يونيو 1983 بمودون. وهو كاتب وصحفي فرنسي. حصل على جائزة رينودو الأدبية عام 1969.